# جمعية أطاك
جمعية أطاك (ATTAC) هي جمعية تأسست سنة 1998م في إطار الحركات العالمية لمواجهة التحديات العولمة الرأسمالية والدفاع عن المكتسبات الاجتماعية والمادية للمواطنين.
وتفيد كلمة أطاك اختصارا للعبارة الفرنسةL'Association pour la taxation des transactions financières et pour l'action citoyenne التي تفيد اسم الجمعيةالفرنسيةالمؤسسة لفرض ضريبة على المعاملات المالية وتحويل الأموال المحصلة لتلبية الحاجات الأساسية للفقراء من المواطنين. وتنشط هذه الجمعية في أكثر من 30 بلد من مختلف قارات العالم. 